# World Trade Center d'Helsinki
Le World Trade Center d'Helsinki (en finnois : World Trade Center Helsinki), anciennement immeuble de la Liittopankki (finnois : Liittopankin talo) est un immeuble à usage de bureaux et de commerces,  construit dans le quartier Kluuvi à Helsinki en Finlande.

## Présentation
L'immeuble est situé à l'angle d'Aleksanterinkatu et de Keskuskatu a proximité du bâtiment principal de l'Université d'Helsinki et du grand magasin Stockmann.
L'architecte Pauli Blomstedt n'avait que 26 ans lorsqu'il remporta le concours pour la conception du bâtiment de la banque Liittopankki.
Le bâtiment représente le classicisme nordique et a été achevé en 1929. 
Jusqu'en 1965, il abritait l'hôtel Carlton, qui comptait 116 chambres,.
C'est l'un des nombreux centres du World Trade Centers Association et propose des bureaux principalement aux entreprises du secteur financier.
Le bâtiment abrite plusieurs entreprises, telles que le siège de la banque Nordea, un magasin d'informatique et plusieurs restaurants et bars. 
Le magasin de vêtements Lindex est installé au rez-de-chaussée, dans l'ancienne salle des banques.
Le bâtiment abrite aussi l'ambassade de Malaisie.

## Galerie

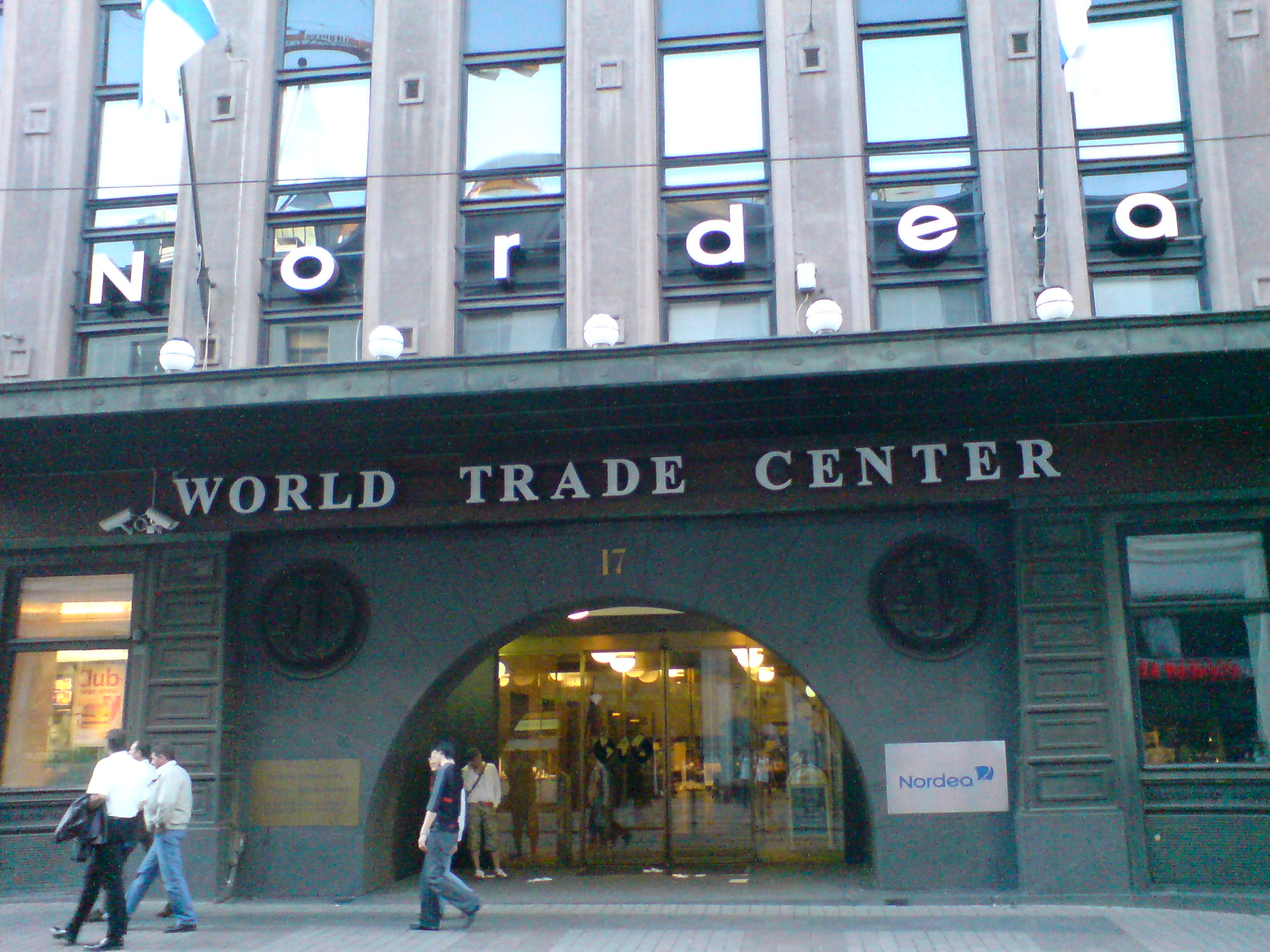
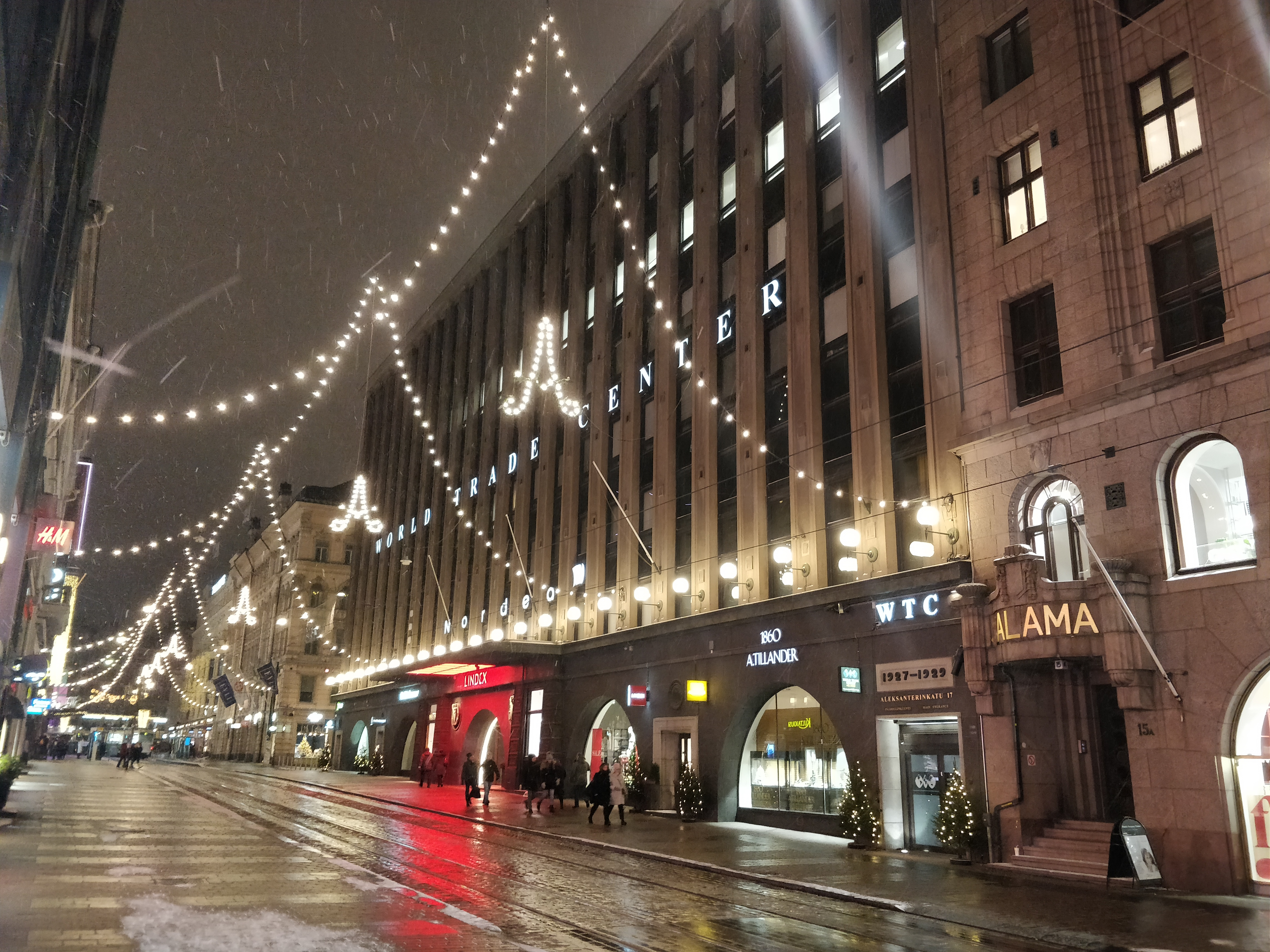
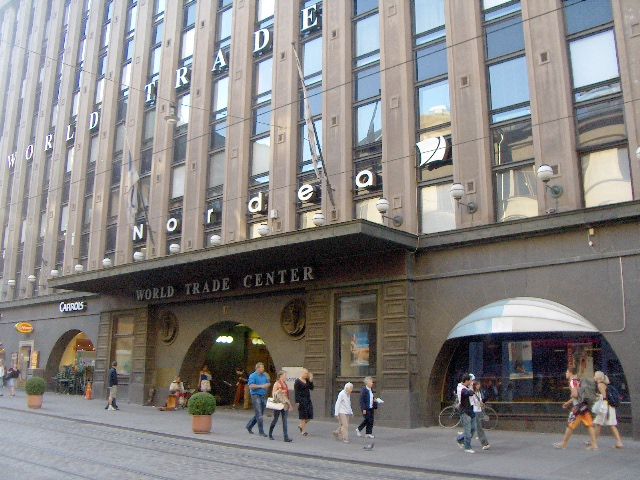